# Typhonium albispathum
Typhonium albispathum là một loài thực vật có hoa trong họ Ráy (Araceae). Loài này được Bogner miêu tả khoa học đầu tiên năm 1987.